# Dino vs. Dino
"Dino vs. Dino" é o single de estreia da banda brasileira de stoner rock Far From Alaska. É também a terceira faixa de seu álbum de estreia, modeHuman. A canção recebeu um vídeo, gravado nas Dunas do Rosado, em Porto do Mangue, Rio Grande do Norte, estado de origem do grupo. Foi lançado em 8 de outubro de 2013, com estreia exclusiva no portal Tenho Mais Discos que Amigos!.

## Composição e letra
A faixa recebeu o nome "Dino vs. Dino" devido ao seu riff introdutório, que a banda associa aos passos de um grande dinossauro. A faixa, que é a favorita do guitarrista Rafael Brasil, já havia sido apresentada ao vivo por diversas vezes, mas ainda em versões rudimentares e com letras improvisadas.
A letra de "Dino vs. Dino" gira em torno de um desentendimento entre uma das integrantes da banda e um grande amigo dela. Mais especificamente, esse amigo revelou a outras pessoas uma história "sórdida" sobre a tal integrante, da qual ele também participou mas tenta se eximir de qualquer culpa. Na faixa, então, o primeiro verso traz a versão do amigo, e o refrão traz a versão da integrante, na qual ela afirma que ele também tem culpa na história e que, quando era ele o protagonista de uma história sórdida, ela era leal com ele. Segundo o baixista Edu Figueira, hoje a integrante e o sujeito retratado na canção já são amigos novamente.

## Vídeo

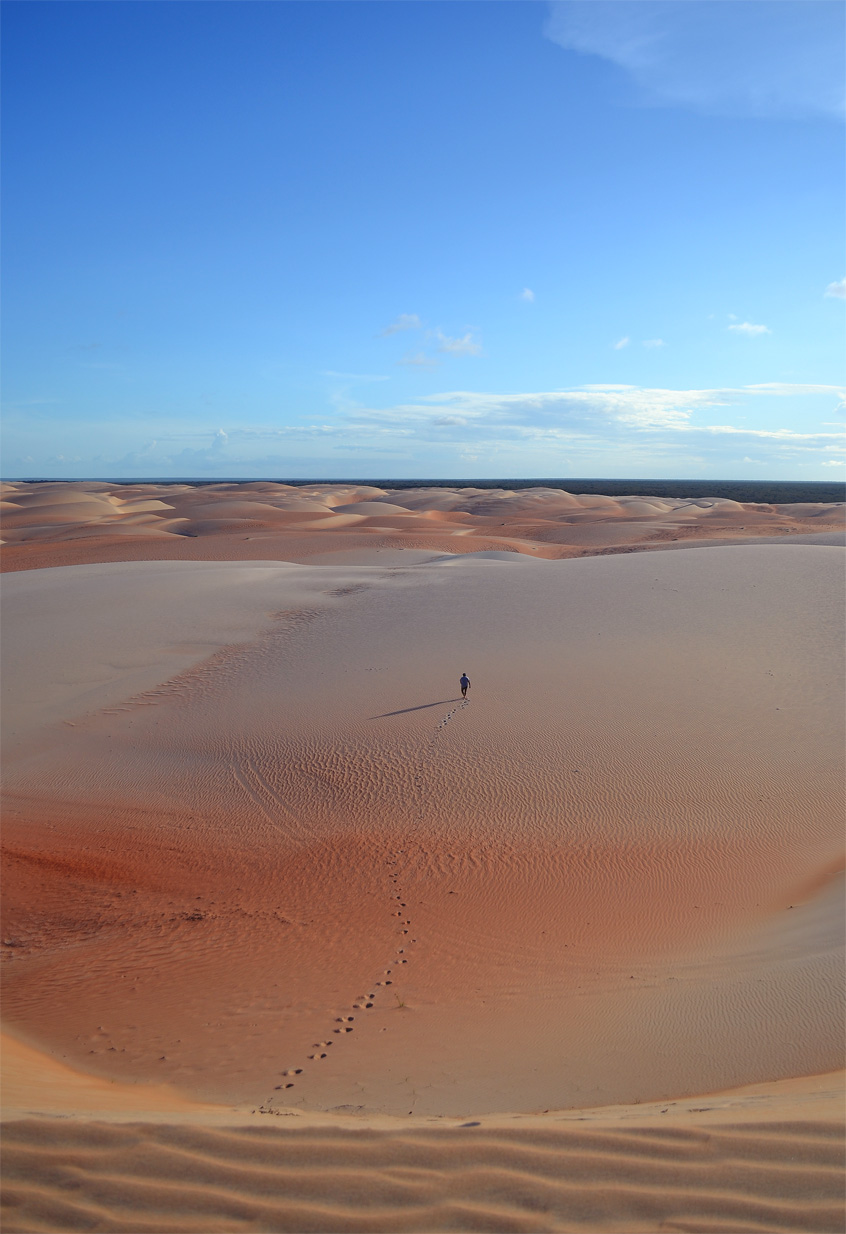
Dunas do Rosado, onde o vídeo de "Dino vs. Dino" foi gravado.

A intenção original da banda era lançar apenas um lyric video, mas, em conversas com Rafael, o co-diretor Cléver Cardoso o convenceu a fazer um vídeo completo devido à faixa ser "muito boa só pra um lyric video". O projeto chegou a ser cancelado por medo de que desse errado, mas acabou ressuscitado posteriormente. A ideia de gravar o clipe nas Dunas do Rosado, em Porto do Mangue, era brincar com o nome da banda, que significa "Longe do Alaska". Cléver comentou:
| “ | O primeiro clipe deles, que é ótimo, remete ao Alaska, é frio, P&B, com efeitos de neve. Agora tinha que ser longe do Alaska mesmo e de verdade. Deserto, sol e controle nenhum da situação. Um lugar inóspito. | ” |

Durante as gravações, que duraram das 3h30 às 18h, a banda e a equipe da produtora Granada Filmes enfrentaram carros atolados, tempestades de areia, insolação, chuva, ferimentos causados pelos espinhos da única árvore existente no local, pedais de guitarra soterrados e perdidos na areia, entre outros problemas. Vários clipes de bandas tocando em desertos serviram de referência para o vídeo, incluindo a cena do solo de Slash no clipe de "November Rain", dos Guns N' Roses.